# 岡田紙業

岡田紙業株式会社（おかだしぎょう）は、大阪府大阪市中央区に本社を置く医薬品・食品等包装材の加工販売会社。

## 沿革
- 1948年 - 岡田紙業所の名称にて個人営業を開始
- 1961年 - 岡田紙業所を株式会社に改組
- 2010年 - 岡田紙工株式会社と統合し、松原工場とする

## 事業所
- 東京支店
- 赤阪工場
- 松原工場